# Lonchaea mcalpineiana
Lonchaea mcalpineiana är en tvåvingeart som beskrevs av Nikolai Vasilevich Kovalev 1974. Lonchaea mcalpineiana ingår i släktet Lonchaea och familjen stjärtflugor. Inga underarter finns listade i Catalogue of Life.